# Produtores primários
Em ecologia, chama-se de produtores primários (ou apenas produtores) os organismos  autótrofos que realizam fotossíntese (não necessariamente, pode ser quimiossíntese)(plantas, cianobactérias e vários organismos  unicelulares), transformando energia solar em energia química.. Esses organismos são capazes de  produzir biomassa a partir de compostos inorgânicos e são responsáveis pelo processo de produção primária, que é muito importante para a manutenção da vida na Terra.
São representados principalmente pelo fitoplâncton, nos oceanos, e pelas plantas no meio terrestre.   